# OMEGA Championship Wrestling
La Organization of Modern Extreme Grappling Arts, también conocida como OMEGA u OMEGA Championship Wrestling, es una promoción independiente de lucha libre profesional con sede en Carolina del Norte.

## Historia
Establecida en 1997, OMEGA fue creada por Matt y Jeff Hardy con la ayuda de Thomas Simpson. Empezaron la promoción porque en ese momento no había muchos sitios donde pelear y no conocían a nadie que les pudiera ayudar. Matt y Jeff Hardy además de luchar administraban la empresa, mientras Matt Hardy escogía todos los trajes usados en los eventos de OMEGA. En comparación con otras federaciones independientes, OMEGA incorporó luchadores con un estilo aéreo, peleas violentas y peleas de especiales en sus espectáculos.
Esto les ayudó en su carrera, estando en ella los Hardys, Shannon Moore, Joey Mercury, Lita Christian York, Joey Abs, Steve Corino, C.W. Anderson, y Gregory Helms.
La promoción cerró en abril de 1998, después de que  Matt y Jeff Hardy hubieran firmado contratos con la World Wrestling Federation, dejando que los otros luchadores hicieran sus carreras ellos mismos, moviéndose muchos la NWA Wildside.
En el 2007, Highspots.com produjo un DVD llamado OMEGA: Uncommon Passion, explicando la historia cronológica de la promoción, incluyendo peleas e historias de exluchadores de OMEGA.<ref>«OMEGA: Uncommon Passion Double DVD». HighSpots.com. Archivado desde el original el 13 de agosto de 2007. Consultado el 6 de agosto de 2007.</

## Campeonatos activos
| Campeonato                               | Campeón Actual | Fecha              | Campeón Anterior |
| ---------------------------------------- | -------------- | ------------------ | ---------------- |
| Campeonato de los Pesos Pesados de OMEGA | '“Travor Lee'“ | 2 de mayo del 2015 | Vacante          |

## Campeones finales
| Campeonato                                  | Campeón final                | Fecha               |
| ------------------------------------------- | ---------------------------- | ------------------- |
| Campeonato de los Pesos Ligeros de OMEGA    | Joey Matthews                | 29 de enero de 1999 |
| Campeonato de las Nuevas Fronteras de OMEGA | Cham-Pain                    | 29 de enero de 1999 |
| Campeonato por Parejas de OMEGA             | Mike Maverick y Otto Schwanz | 31 de julio de 1999 |

## Lectura adicional
- Dumas, Amy and Michael Krugman. Lita: A Less Traveled R.O.A.D.--The Reality of Amy Dumas. New York: Simon & Schuster, 2003. ISBN 0-7434-7399-X
- Hardy, Matt and Jeff. The Hardy Boyz: Exist 2 Inspire. New York: HarperCollins Publishers, 2003. ISBN 0-06-052154-6
- Keith, Scott. Wrestling's One Ring Circus: The Death of the World Wrestling Federation. New York: Citadel Press, 2004. ISBN 0-8065-2619-X

- Datos: Q2545559